# أبو طويلة (شخصية كرتونية)
أبو طويلة (بالإنجليزية: Horace Horsecollar)‏ هو شخصية من الرسوم المتحركة صممها كل من أوب أيوركس ووالت ديزني في عام 1929. «أبو طويلة» هو حصان أسود مجسم طويل القامة وهو واحد من أفضل أصدقاء شخصية ميكي ماوس. يتميز بطابع مبهج كشخصية تتصرف وكأنه يعلم كل شيء، ساعد أبوطويلة ميكي في بعثات التجسس في مغامراته الكارتونية قبل أن يحتل بندق (Goofy) هذا الدور لاحقاً. يظهر أبوطويلة بشكل أكثر شيوعا كحيوان مضحك، وأن الكوميديا كانت تنبع -في أوائل ظهوره- من قدرته على تغيير من كونه حصان عادي إلى شخصية إنسانية حسب ارادته.